# بخش کهورستان
بخش کهورستان، یکی از بخش‌های شهرستان خمیر در استان هرمزگان ایران است. مرکز این بخش، شهر کهورستان است.

## تقسیمات کشوری
- بخش کهورستان
  - دهستان لاتیدان
  - دهستان کهورستان

شهر: کهورستان

## جمعیت
بر پایه سرشماری عمومی نفوس و مسکن در سال ۱۳۹۵، جمعیت بخش کهورستان برابر با ۹٬۷۷۳ نفر بوده است.